# سكيد رو (لوس أنجلوس)

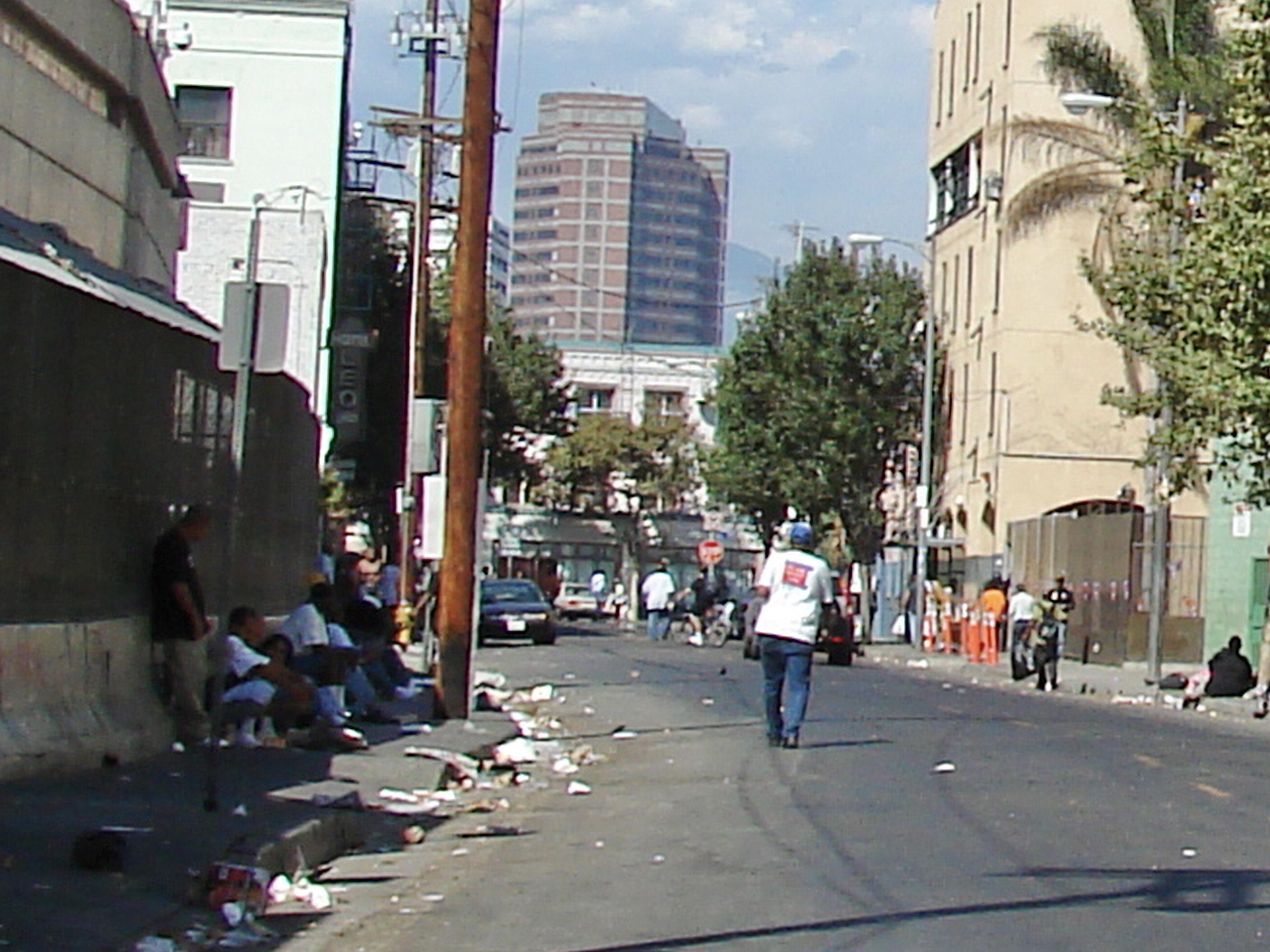
SKID ROW

Skid Row هو حي في وسط مدينة لوس أنجلوس. تُعرف المنطقة رسميًا باسم سنترال سيتي إيست (شرق وسط المدينة) .
اعتماداً على إحصاء عام 2019، كان عدد سكان المنطقة 8757. تحتوي سكيد رو على واحدة من أكبر التجمعات السكانية المستقرة (حوالي 9200-15000) من المشردين في الولايات المتحدة   وقد اشتهرت بتكثف عدد السكان المشردين منذ ثلاثينيات القرن الماضي على الأقل. تاريخها الطويل في مداهمات الشرطة، مبادرات المدينة المستهدفة، ومناصرة المشردين يجعلها واحدة من أكثر المناطق شهرة في لوس أنجلوس.
تغطي خمسين كتلة سكنية (2.71 ميل مربع) شرق وسط مدينة لوس أنجلوس مباشرة، ويحدها الشارع الثالث من الشمال، الشارع السابع من الجنوب، وشارع ألاميدا من الشرق، والشارع الرئيسي (ماين) من الغرب.

## التركيبة السكانية
في عام 2019، بلغ مجموع السكان 4,757. بين عامي 2018 و 2019، كانت هناك زيادة بنسبة 11 ٪ في إجمالي عدد الأشخاص المقيمين في المنطقة. السكان منتشرين عبر الحي، 7.78٪ تحت سن 18، و 1.38٪ من 18 إلى 24، و 60.94٪ من 25 إلى 54، و 19.49٪ من 55-61، و 10.41٪ من الذين تتراوح أعمارهم بين 62 عامًا أو أكبر سناً. يشكل المحاربون القدامى 9.90٪. 
التركيب العرقي للحي لعام 2019 هو 12.66٪ أبيض، 58.21٪ أسود / أمريكي أفريقي، 2.06٪ هندي أمريكي / سكان ألاسكا الأصليون، 0.63٪ آسيوي، 24.53٪ من أصل لاتيني أو لاتيني، 0.79٪ من سكان هاواي الأصليين / جزر المحيط الهادئ الأخرى، و 1.11٪ من أعراق أخرى. 
بلغ ناتج القومي للفرد بالحي في عام 2000 14,210 دولار. حوالي 41.8 ٪ من السكان كانوا تحت خط الفقر. في عام 2008، كان متوسط دخل الأسرة في Skid Row والمناطق المحيطة بها 15,003 دولار.

## الجرائم
داخل منطقة شرطة لوس أنجلوس المركزية، والتي تشمل سكيد رو ومناطق أخرى في وسط مدينة لوس أنجلوس، شكلت الجرائم في سكيد رو 58.96٪.
في غضون العامين الأولين من تنفيذ مبادرة «المدن الأكثر أمانًا» عام 2006 في سكيد رو، تم اعتقال 18000 شخصًا وتم تقديم 24000 استشهادًا بجرائم غير عنيفة مثل عبور الطريق بصورة تخالف أنظمة السير، التخلص من القمامة والجلوس على الرصيف. هذا 69 أضعاف معدل عمل الشرطة في بقية لوس أنجلوس.
بين شهري يوليو وأكتوبر 2019، فُصلت 997 جريمة تم الإبلاغ عنها في نطاق 0.5 ميل من مركز سكيد رو إلى 21.97٪ سرقة/سرقة مركبة، 27.08٪ سرقة، 24.67٪ اعتداء، 1.04٪ جرائم جنسية، 13.14٪ سرقة، 6.12٪ سطو، 4.61٪ سرقة سيارات، 0.6٪ حريق متعمد و 0.4٪ قتل.

## روابط خارجية
- Homeless Bound LA Skid Row نسخة محفوظة 21 يونيو 2021 على موقع واي باك مشين. فيلم سينمائي من إخراج مايكل سي كلارك عن التشرد في سكيد رو في لوس أنجلوس، مع مقابلات مع السكان المشردين. أطلق عليه الرصاص في ربيع 2013.
- مبادرة شرطة لوس أنجلوس تخفف عدد سكان سكيد رو - واشنطن بوست
- تاريخ سكيد رو ، الذي نشرته غرفة التجارة في لوس أنجلوس
- الملائكة المفقودة فيلم وثائقي عام 2010 يصور عددًا من سكان سكيد رو